# マーク・マーフィー (1958年生のアメリカンフットボール選手)
マーク・マーフィー（Mark Murphy 1958年4月22日- ）はオハイオ州カントンのアメリカンフットボール選手。ポジションはセイフティ。
ウェストリバティ州立大学を卒業後、1980年にドラフト外フリーエージェントでグリーンベイ・パッカーズに入団した。1986年は左足の骨折で棒に振ったものの、その後1991年までパッカーズ一筋でプレーした。147試合に出場し122試合でストロングセイフティやフリーセイフティとして先発出場している。キャリア通算で20インターセプト、11サック、1タッチダウンをあげている。
1998年にグリーンベイ・パッカーズ殿堂入りを果たした。